# Lionel Moret
Lionel Moret est un footballeur professionnel suisse, né le 16 janvier 1977 et qui évoluait au poste de défenseur.
Lionel Moret participe lors de la saison 1997-1998 à la Coupe de l'UEFA, où il affronte notamment l'Inter Milan de Ronaldo.

## Clubs successifs
- 1994-1995 :  FC Monthey
- 1995-1998 :  Neuchâtel Xamax
- 1998-1999 :  FC Sion
- 1999-2000 :  Neuchâtel Xamax
- 2000-2005 :  FC Bex[1]